# Fear Factory
A Fear Factory amerikai indusztriális death metal együttes, melyet 1989-ben alapított Burton C. Bell énekes, Dino Cazares gitáros és Raymond Herrera dobos. Az 1990-es évek közepén a zenekar úttörő szerepet játszott a metal és az elektronikus zene ötvözésében, tágítva és elmosva ezzel a műfaji határokat. Az énekes Burton C. Bell egyedi módon elsőként vegyítette a death metalos hörgést tiszta énekdallamokkal. Klasszikus albumuk az 1995-ben megjelent Demanufacture.

## Történet
1991-ben szerződtek le a Roadrunner Records lemezkiadóhoz és a következő évben megjelent a bemutatkozó Fear Factory album, a Soul of a New Machine, amely még tipikus death metal anyagnak volt nevezhető. Az 1993-as Fear is the Mindkiller EP a debütáló album négy legjobb dalának remixeit tartalmazta a Front Line Assembly tagjainak átdolgozásában, amely a csapat kísérletező kedvét mutatta. Az áttörést az 1995-ben megjelent Demanufacture c. album hozta meg, amely lebontotta az indusztriális zenék és a heavy metal közti műfaji korlátokat és egyben stílust teremtett.
Következő albumaival a Demanufacture sikereit próbálta túlszárnyalni a Fear Factory, sikertelenül. Az 1998-as Obsolete után a 2001-es Digimortal lemezre trendteremtőből fokozatosan követővé vált az együttes, mikor divatos nu metal stílusjegyeket engedett érvényesülni zenéjében. A zenekar teljesen elvesztette a fonalat, ami végül szakításhoz vezetett és Burton C. Bell kilépésével 2002-ben a Fear Factory leállt.
Másfél évvel később alakult újjá az együttes Burton C. Bell visszatérése után, de már az alapító Dino Cazares nélkül. A korábbi basszusgitáros Christian Olde-Wolbers váltott gitárra, az ő helyét pedig a kanadai Strapping Young Ladből érkező Byron Stroud vette át. A visszatérő album, a 2004-es Archetype, a jól ismert Fear Factory receptet követte és ennek megfelelően pozitívan fogadták. Az alig egy évvel utána megjelent Transgression kísérletező hangvételével viszont nem aratott osztatlan sikert. A lemezbemutató koncertek és a 2006-os nyári fesztiválok végeztével a csapat visszavonult és a tagok szólóprojektekbe kezdtek.
2009 áprilisában váratlan bejelentést tett Bell és Cazares, miszerint Herrera és Olde-Wolbers nélkül újjáalakítják a Fear Factoryt. A basszusgitáros Byron Stroud maradt, a dobos posztjára pedig az egyik legnevesebb metal dobost, Gene Hoglant (ex-Dark Angel, Death, Testament, Strapping Young Lad) kérték fel. A beharangozott Európa-turné azonban elmaradt, mivel a két táborra szakadt klasszikus felállás a bíróságon próbálta eldönteni kit illet a névhasználat joga. 
2009. november 8-án az új felállású Fear Factory meghallgathatóvá tette az Interneten a Mechanize című, készülő új nagylemez egyik dalát. Az album 2010. február 5-én jelent meg Európában az AFM Records kiadásában, míg az USA-ban február 9-én adta ki a Candlelight Records. 2011 augusztusában kezdett dolgozni The Industrialist című következő albumán az együttes. A felvételek befejeztével 2012 februárjában bejelentették, hogy Matt DeVries (ex-Chimaira gitáros) lép Byron Stroud helyére basszusgitárosként.

## Tagok
- Dino Cazares – gitár (1989−2002, 2009–napjainkig)
- Mike Heller – dobok (2012–napjainkig)

Korábbi tagok
- Burton C. Bell – ének (1989–2002, 2004–2020)
- Raymond Herrera – dobok (1989–2002, 2004–2009)
- Christian Olde-Wolbers – basszusgitár (1993–2002) gitár (2004–2009)
- Byron Stroud – basszusgitár (2004–2012)
- Gene Hoglan – dobok (2009–2012)
- Matt DeVries – basszusgitár (2012–2015)
- Tony Campos – basszusgitár (2015–2020)
- Dave Gibney – basszusgitár, ének (1989–1991)
- Andy Romero – basszusgitár (1991–1992)
- Andrew Shives – basszusgitár (1992–1994)

Vendégzenészek
- Rhys Fulber – billentyűk, programozás (1993–2002, 2003–2004, 2009–napjainkig)
- Reynor Diego – programozás (1992–1995)
- Steve Tushar – billentyűk, programozás (1996–1997, 2004–2005)
- John Bechdel – billentyűk (1998–2002, 2002–2004)
- John Morgan – billentyűk, programozás (1997)

## Diszkográfia

### Albumok
- 1992 – Soul of a New Machine
- 1993 – Fear is the Mindkiller – Remix EP
- 1995 – Demanufacture
- 1997 – Remanufacture – Remix album
- 1998 – Obsolete
- 2001 – Digimortal
- 2002 – Concrete – 1991-es stúdiófelvétel
- 2003 – Hatefiles – válogatás
- 2004 – Archetype
- 2005 – Transgression
- 2006 – The Best of Fear Factory – válogatás
- 2010 - Mechanize
- 2012 - The Industrialist
- 2015 - Genexus

### Videók
- 2002 – Digital Connectivity – DVD